# Westertimke
Westertimke ist eine Gemeinde der Samtgemeinde Tarmstedt im niedersächsischen Landkreis Rotenburg (Wümme).

## Geschichte
Der Ort wurde im 14. Jahrhundert als Westertimbeke das erste Mal in einer Urkunde erwähnt.
Während des Zweiten Weltkriegs bestand hier ein Nebenlager des Kriegsgefangenenlagers des Wehrkreiskommandos X, in dem Handelsschiffbesatzungen aus 42 Nationen interniert waren. Das Lager wurde von 1952 bis 1961 als Notaufnahmelager für weibliche Jugendliche weiter genutzt und anschließend zur Kaserne einer Luftwaffeneinheit (FlaRakBtl 31) ausgebaut. Heute befindet sich hier das Gewerbegebiet des Ortes.

## Politik

### Gemeinderat
Der Rat der Gemeinde Westertimke besteht aus sieben Ratsfrauen und Ratsherren. Dies ist die festgelegte Anzahl für die Mitgliedsgemeinde einer Samtgemeinde mit einer Einwohnerzahl bis 500 Einwohnern. Die Ratsmitglieder werden durch eine Kommunalwahl für jeweils fünf Jahre gewählt. Die aktuelle Amtszeit begann am 1. November 2021 und endet am 31. Oktober 2026.
Die letzten Gemeinderatswahlen ergaben folgende Sitzverteilungen:
| Partei                         | 2021 | 2016 |
| ------------------------------ | ---- | ---- |
| Wählergemeinschaft Westertimke | 7    | 9    |

### Bürgermeister
Der Gemeinderat wählte Knut Ehlert (WG Westertimke) zum ehrenamtlichen Bürgermeister für die aktuelle Wahlperiode.

## Wappen
Blasonierung: Schräglinks durch einen doppelten Wellenbalken in Gold und Grün geteilter Schild, im oberen goldenen Feld eine mittig in Gold durchkreuzte schwarze Windrose mit der untergehenden achtstrahligen Sonne in Rot auf dem Westweiser, im unteren grünen Feld ein silbernes, vier Speichen und fünfzehn Schöpfblätter zeigendes Wasserrad, durch das sich von rechts nach links aufragend eine goldene Schlange windet.
Entstehungszeit und Künstler sind unbekannt.

## Wirtschaft und Infrastruktur

### Verkehr
Der Ort liegt an der Landstraße 133, die ihn mit Bremen und Zeven verbindet.
Zwei Kilometer nordwestlich von Westertimke liegt das Segelfluggelände Tarmstedt-Westertimke, das von der Segelfluggruppe Bremen betrieben wird. Dort wird Segelflug- und Motorseglerbetrieb zumeist am Wochenende durchgeführt.